# Мазюи, Патрисия
Патрисия Мазюи (фр. Patricia Mazuy, 1960, Дижон) — французский кинорежиссёр и сценарист.

## Биография
Закончил в Дижоне лицей Карно, год проучилась в парижском лицее Генриха IV, поступила в Высшую школу торговли в Париже (HEC Paris), где организовала киноклуб. Прервала учёбу, уехала в США, где работала няней в Лос-Анджелесе. В 1982, после встречи в США с занятой там съемками Аньес Варда, решила бросить Школу торговли и посвятить себя кино. Сняла несколько короткометражек. Была ассистентом монтажера фильмов Жака Деми (Комната в городе), Йылмаза Гюнея (Стена), монтажером у Аньес Варда (Без крыши, вне закона). В 1988 выпустила свой первый полнометражный игровой фильм Коровьи шкуры.

## Фильмография

### Кинофильмы
- 1984 : Хромоножка/ La Boiteuse (короткометражный)
- 1988 : Коровьи шкуры/ Peaux de vaches (премия зрительских симпатий на Фестивале Premiers Plans в Анже, номинация на премию Сезар за лучший дебютный фильм)
- 1992 : Des taureaux et des vaches (документальный)
- 2000 : Дочери короля/ Saint Cyr (премия Жана  Виго, премия молодёжного жюри Каннского МКФ, три номинации на премию Сезар — за режиссуру, сценарий и лучший фильм)
- 2004 : Нижняя Нормандия/Basse Normandie (докудрама, в соавторстве с Симоном Реджани)
- 2011 : Спорт для девушек/ Sport de filles

### Телевизионные фильмы
- 1994: Траволта и я/ Travolta et moi (номинация на Золотого леопарда и Бронзовый леопард Локарнского МКФ)

### Телесериалы
- 1991: Автостопщик/The Hitchhiker (эпизод A Whole New You)